# Богінов Олексій Дмитрович
Олексій Дмитрович Богінов (10 липня 1945) — радянський хокеїст, захисник.

## Спортивна кар'єра
Син першого тренера хокейної команди «Динамо» (Київ) Дмитра Богінова. Виховенець спортивної школи горківського «Торпедо». На професіональному рівні виступав за команди «Динамо» (Київ), «Сокіл» (Київ), «Локомотив» (Москва) і «Торпедо» (Тольятті). У цих клубах працював і його батько. Всього у чемпіонаті СРСР провів 479 матчів (44+26), у тому числі у вищій лізі — 116 (8+3). У складі студентської збірної СРСР здобув перемогу на Універсіаді-1968.
У 90-х роках працював з київськими клубами «Крижинка» і «Ірбіс». Згодом входив до наглядової ради Професіональної хокейної ліги.

## Статистика
| Сезон               | Клуб                 | Ліга                | І   | Г | П | О  | ШХ |
| ------------------- | -------------------- | ------------------- | --- | - | - | -- | -- |
| 1963-64             | «Динамо» (Київ)      | Д-2                 | -   | 0 | - | -  | -  |
| 1964-65             | «Динамо» (Київ)      | Д-2                 | 2   | 0 | 0 | 0  | 0  |
| 1965-66             | «Динамо» (Київ)      | Д-1                 | 2   | 0 | 0 | 0  | 2  |
| 1966-67             | «Динамо» (Київ)      | Д-1                 | 13  | 0 | 0 | 0  | 14 |
| 1967-68             | «Динамо» (Київ)      | Д-1                 | 37  | 4 | 3 | 7  | 55 |
| 1968-69             | «Динамо» (Київ)      | Д-1                 | 22  | 2 | - | -  | -  |
|                     | «Динамо» (Київ)      | Д-1/2               |     | 3 | - | -  | -  |
| 1969-70             | «Динамо» (Київ)      | Д-1                 | 42  | 2 | - | -  | -  |
| 1970-71             | «Динамо» (Київ)      | Д-2                 | 48  | 5 | - | -  | 61 |
| 1971-72             | «Динамо» (Київ)      | Д-2                 | 42  | 7 | 1 | 8  | 36 |
| 1972-73             | «Динамо» (Київ)      | Д-2                 | 45  | 4 | 3 | 7  | 51 |
| 1973-74             | «Сокіл» (Київ)       | Д-2                 | 28  | 1 | 3 | 4  | 10 |
| 1974-75             | «Локомотив» (Москва) | Д-2                 | 43  | 1 | 2 | 3  | 54 |
| 1975-76             | «Локомотив» (Москва) | Д-2                 | 42  | 1 | 2 | 3  | 33 |
| 1976-77             | «Торпедо» (Тольятті) | Д-3                 | 46  | 6 | 3 | 9  | 58 |
| 1977-78             | «Торпедо» (Тольятті) | Д-3                 | 37  | 7 | 5 | 12 | 34 |
| 1978-79             | «Торпедо» (Тольятті) | Д-3                 | 30  | 4 | 4 | 8  | 42 |
| Всього у вищій лізі | Всього у вищій лізі  | Всього у вищій лізі | 116 | 8 | 3 | 11 | 71 |